# Miguel Afonso de Andrade Leite
Siervo de Dios Miguel Afonso de Andrade Leite (São João del-Rei, estado de Minas Gerais, Brasil, 29 de septiembre de 1912-30 de septiembre de 1976), conocido como Padre Miguel do Cajuru, fue un sacerdote católico. El distrito de São Miguel do Cajuru es rural y está a 36 kilómetros de la ciudad de São João del-Rei.

## Biografía

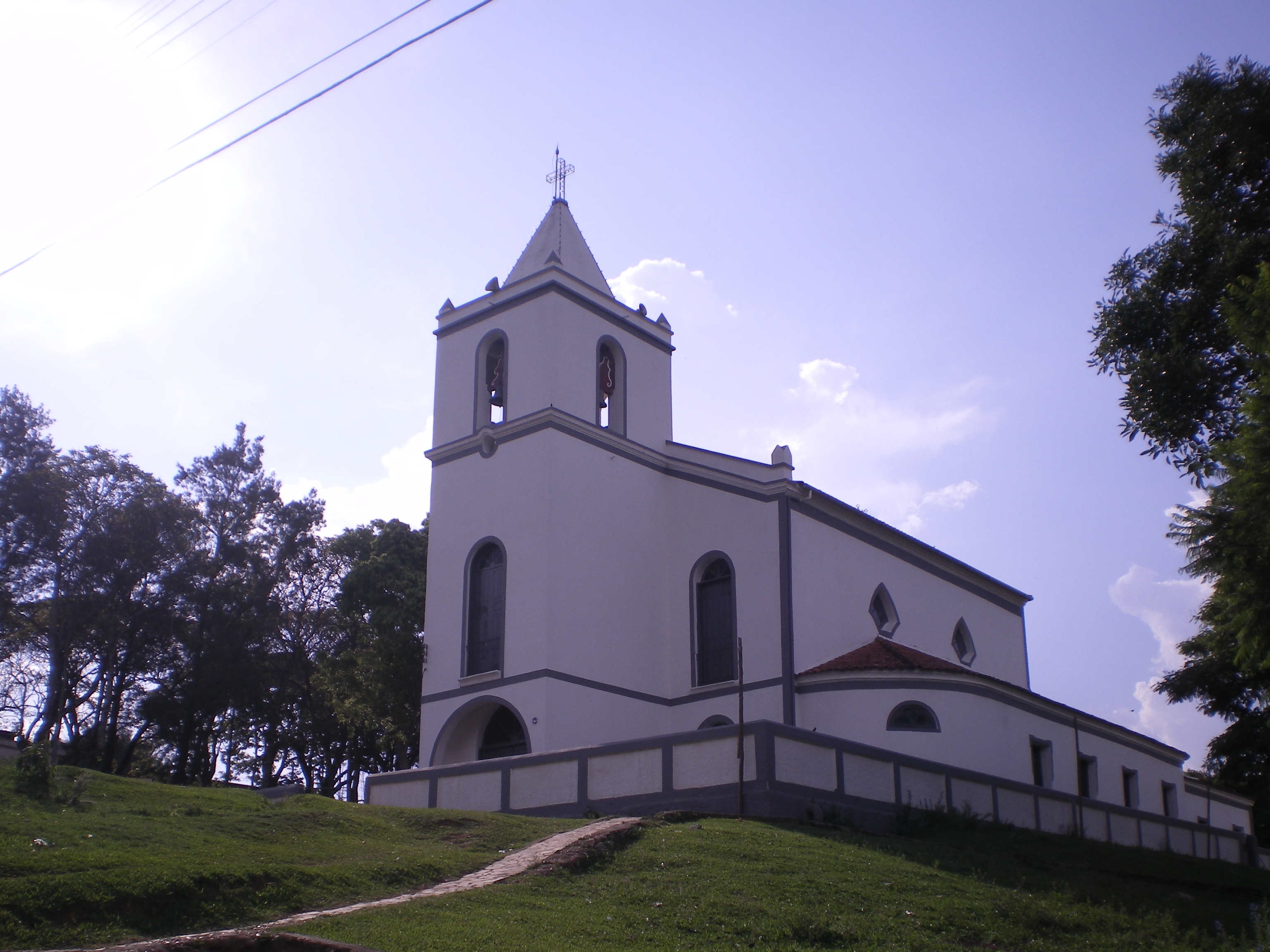
Iglesia de San Miguel Arcángel en el distrito de Cajuru, relacionada con la historia del sacerdote

Era hijo de Francisco Afonso de Andrade Leite y Afonsina Batista de Carvalho. 
Celebró su primera misa cantada el 22 de febrero de 1938, en el distrito rural de São Miguel do Cajuru, cerca del municipio de Madre de Deus de Minas. Fue considerado como prodigioso en buenas obras.
Murió el 30 de septiembre de 1976, al día siguiente de cumplir 64 años, en la Santa Casa da Misericórdia de São João del-Rei. En el velorio, el frágil cuerpo del sacerdote fue casi desnudado en la urna, mientras los fieles intentaban cortar su sotana y llevarse a casa los pequeños parches, que se convirtieron en reliquias milagrosas. El cuerpo fue enterrado dentro de la Iglesia Matriz de San Miguel Arcángel.

## Legado
En septiembre de 2019, un grupo de católicos del distrito ofició la solicitud de beatificación del sacerdote al obispo de la diócesis de São João del-Rei, José Eudes Campos do Nascimento.  

## Libro biográfico
En septiembre de 2021, se publicó un libro biográfico, con un prefacio del sacerdote y youtuber paraibano Gabriel Vila Verde, y una presentación de la historiadora Ana Lígia Lira, responsable de registrar las Apariciones de Cimbres (estado de Pernambuco), en 1936.    